# Almási László (fotóművész)
Almási László (Budapest, 1930. január 27. – 2024. november 15.) magyar fotóriporter, fotóművész.

## Életpályája
1948-ban, az Eötvös József Gimnáziumban érettségizett. Már gyermekkorában is fotografált, kapott egy gépet ajándékba, és megörökített családi eseményeket. Különböző lapoknál jelentkezett fotóival, fotóriportjaival. 1954-től jelentek meg képei a Riadó, Művelt Nép, Béke és Szabadság, Népszabadság, Nők Lapja, Pravda, Stern, Ez a Divat című lapokban. 1957 és 1992 között a Képes Sport fényképészeként, rovatvezetőjeként dolgozott. Itt idegösszeroppanást kapott, két hónapig feküdt. Később megint vállalt munkát, azonban 1992 februárjában megszűnt a Képes Sport. 36 évig dolgozott mint fotóriporter, majd fotórovat-vezető, és 1993 végén innen ment nyugdíjba.
Munkája, fotóriportjai elkészítése közben tizenkét európai államban járt világversenyeken, a tengerentúlon pedig Kanadában és Brazíliában.
1964-ben tagja lett a Magyar Fotóművészek Szövetségenek; a Magyar Alkotóművészek Országos Egyesületének tagja.
Fotózott három olimpián: Münchenben, Montréalban és Szarajevóban. Sportfotóival iskolát teremtett.

## Díjak/ösztöndíjak
- World Press Photo oklevél (1962, 1963, 1965)
- 1965 • Ezüstgerely díj, az év legjobb sportriportfotója díja
- 1966 • Interpress-fotópályázat (Moszkva) második díja a Futbalett c. képével
- 1971 • AFIAP
- 1972 • Magyar Népköztársaság sportérdemérem arany fokozata
- 1989 • A Szocialista Kultúráért
- 1999 • MOB-médiadíj
- 2000 • Az MFSZ Életműdíja
- 2002 • MÚOSZ, Aranytoll
- 2014 • Életműdíj (Magyar Sportújságírók Szövetsége)

## Egyéni kiállítások
- 1972 • Sportfotók, Fényes Adolf Terem (a kiállítást a Magyar Fotóművészek Szövetsége vándoroltatta), Szófia
- 1972 • Almási-Hemző-Petrovics-sportfotó-kiállítás, Pécs
- 1996 • Csendes csodák [Almási László és Prózsa Mihály fafaragó művész kiállítása], Győr, református egyház gyülekezeti terme
- 2000 • Sportvarázs, Magyar Fotográfusok Háza, Budapest
- 2001 • Sportvarázs, Balatonalmádi

## Válogatott csoportos kiállítások
- 1966 • IV. Interpress Photo, Moszkva
- 1970 • Országos Jubileumi Fotókiállítás, Debrecen